# Pauer Gyula
Pauer Gyula (Budapest, 1941. február 28. – Budapest, 2012. október 8.) szobrász, konceptuális és performansz művész, látványtervező, jelmeztervező, Kossuth-díjas képzőművész, a magyar neoavantgárd képzőművészek egyik kiemelkedő egyénisége, színész. Fia Henrik (1962-1998) színész és író.

## Életútja
A budapesti Díszítőszobrászati Szakközépiskolában érettségizett az 1950-es évek második felében. Mestere De Battista Alajos volt. Az 1960-as évek elején a Képzőművészeti Alap kivitelező stúdiójában, majd 1966-tól a Magyar Filmgyárban sikerült munkát kapnia.
1965-ben tagja lett a Szürenon művészcsoportnak, amelyet többek között Csáji Attila, Csutoros Sándor, Haraszty István, Haris László, Molnár V. József, Pauer Gyula, Türk Péter és mások alkottak, akik elsősorban a hazai és közép-kelet-európai problematikákat elemezték, és a hazai progresszív hagyományból merítettek. Az 1970-es évektől számos vidéki és budapesti színháznál vállalt díszlettervezői feladatokat. Díszleteivel több alkalommal is elnyerte a kritikusok díját. Rengeteg tapasztalatot szerzett már a gipsz formázásban, a filmes és színházi illúzióteremtésben, amikor 1985-től bevállalta a szellemi szabadfoglalkozású státust, s csak a képzőművészeti alkotó tevékenységnek élt. 1990-ben bekerült a Magyar Képzőművészeti Egyetem Szcenikai Tanszékére, majd 1994-től a Film- és Színházművészeti Főiskolán tanított. 1996-ban beválasztották a Széchenyi Irodalmi és Művészeti Akadémia tagjainak sorába.

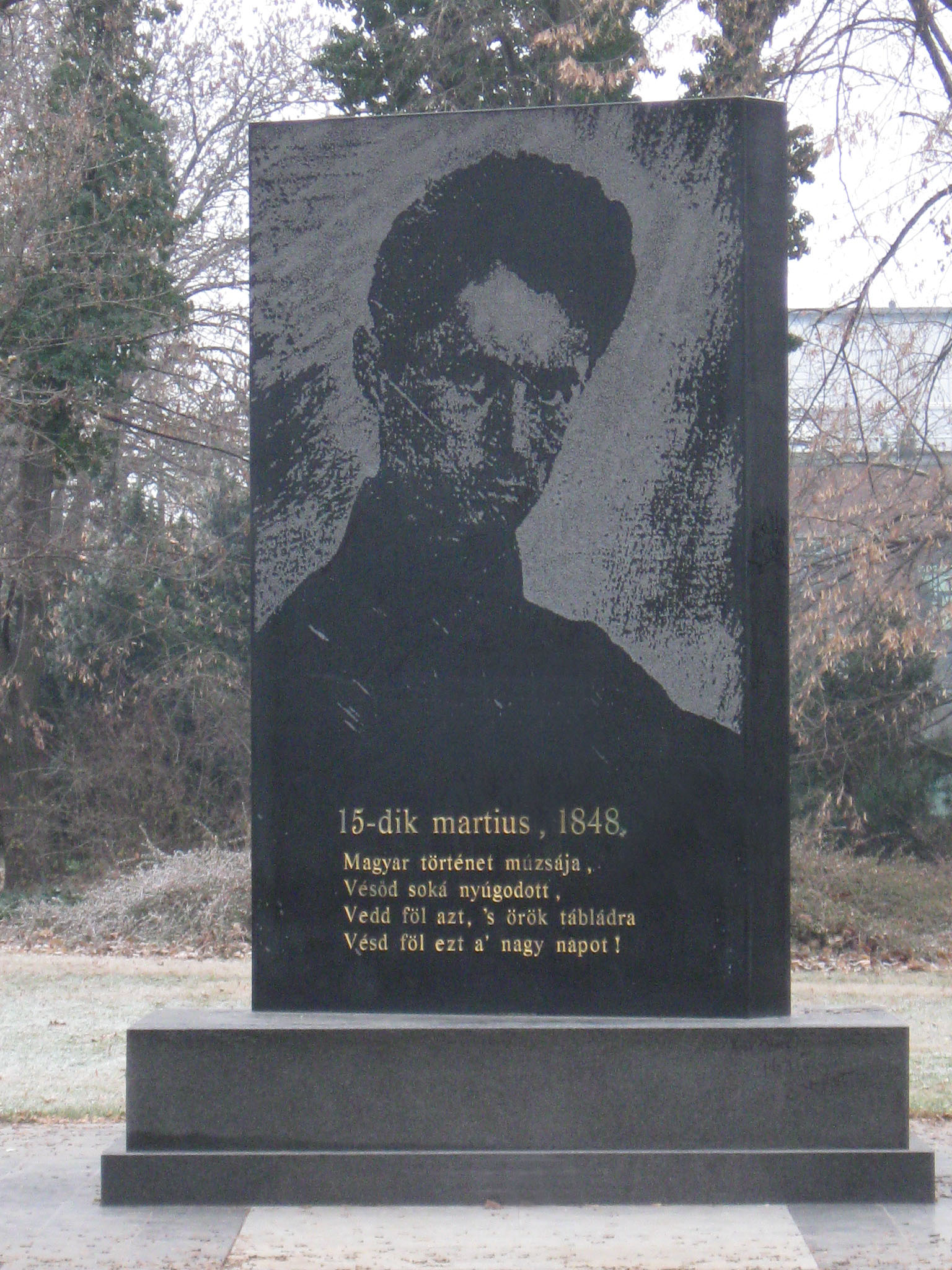
Petőfi-szobor
Budapest XVIII. kerülete

## Munkássága
A 20. század második felének jeles magyar neoavantgárd nemzedékéhez tartozik, akik együtt sokszorozták meg erejüket, s amelyet Fajó János, az „öreg" Korniss Dezső, Attalai Gábor, Bak Imre, Bocz Gyula, Csiky Tibor, Harasztÿ István, Hencze Tamás, Keserü Ilona, Lantos Ferenc, Nádler István, Pauer Gyula neve fémjelez. Hatott rájuk a konceptuális művészet, a minimal art, a pop-art, a legkülönbözőbb vegyes technikákat alkalmazták, például kollázs, térplasztika.
Pauer Gyula azokat a termékeket, amelyeket a díszítő és kivitelező művészet terén alkotott, például fém szobornak ható festett gipsz plasztikáit kiállításokon is szerepeltette, mintegy átemelte a színházi és filmes látványosságot, illuzionizmust, varázslatot a tiszta képzőművészetbe. Mindig a Pszeudóból indult ki, s mindig oda tér vissza. „A Pszeudo ...ál, hamis, nem valódi, valódinak látszó. A Pszeudo szobor nem annak látszik, ami valódi formája... nem a szobrászatról beszél, hanem a szobrászat helyzetéről... és a következő szobrászati témákat tartalmazza: 1. A plasztika meglétét. 2. A plasztika hiányát. 3. A Pszeudo jellegű attitűdöt, a tárgy manipulÁLtságát... tehát nem csak tagadja a manipulált egzisztenciát, hanem igenli is... " (részlet a Pszeudo kiáltványból, 1970).” 2007 utáni új képeit így jellemezte a szerző: „pszeudoreál, pszeudononreál és pszeudonaturál”, mely egy szándékot fejezett ki részéről, „melynek értelmében a teljesen szabad asszociáció teret kaphat".
A közvéleményt megosztó munkái közé tartozik Molnár Csilla szépségkirálynőről készült szobra. Az alkotás jelenleg a Magyar Nemzeti Galéria tulajdonában van, megszületésének körülményeiről Dér András és Hartai László készített 1985-ben dokumentumfilmet. A Szépleányok 50. műsorpercénél kezdődő jelenete aprólékos részletességgel mutatja be az eljárást, melynek során Pauer Gyula és kizárólag férfiakból álló segítői kenegetik a nő fedetlen testét, aki a művelet közben először zavarban van, később már fizikai rosszulléttel küszködik. A modellekről Fenyő János készített felvételeket, melyeket a képen szereplő nők hozzájárulása nélkül egy osztrák erotikus magazinnak értékesített.

## Kiállítások, közgyűjtemények
1966 óta állította ki műveit. A kirakatok, a színházak, a filmek látványtervezője, a köztéri művek alkotója mindig a nyilvánosság előtt szerepelt és mérettetett meg. Maga is provokálta az alkalmakat, akár egy színházi darab előadásához vagy egy-egy film felvételeinek helyszíneihez kapcsolódva is közszemlére tette alkotásait, a magyar és a külföldi kortárs művészekkel együtt is megmérette alkotásait itthoni és külföldi galériákban (például Musée d'Art Moderne, Párizs; The Art Gallery of New South Wales, Sydney; Olimpiai Park, Szöul; Ausztria, USA több múzeuma).
Műveit jeles hazai és külföldi múzeumok őrzik, köztük: Szent István Király Múzeum, Székesfehérvár; Janus Pannonius Múzeum, Pécs; Magyar Nemzeti Galéria, Budapest; Xántus János Múzeum, Győr; MMK/Stiftung Ludwig Bécs; Szczecin, Lengyelország.

## Munkáiból
- Biomobil (1969)
- Első Pszeudo Manifesztum (1970)
- Marx-Lenin (1971)[14]
- Villányi pszeudorelief (1971)
- Halál-projekt (1972)
- Tüntetőtábla-erdő (1978)[15]
- A Fa emlékműve (Pszeudo fa)[16]
- Maya című szobor (1978)[17]
- Egy láda szobor (1985)

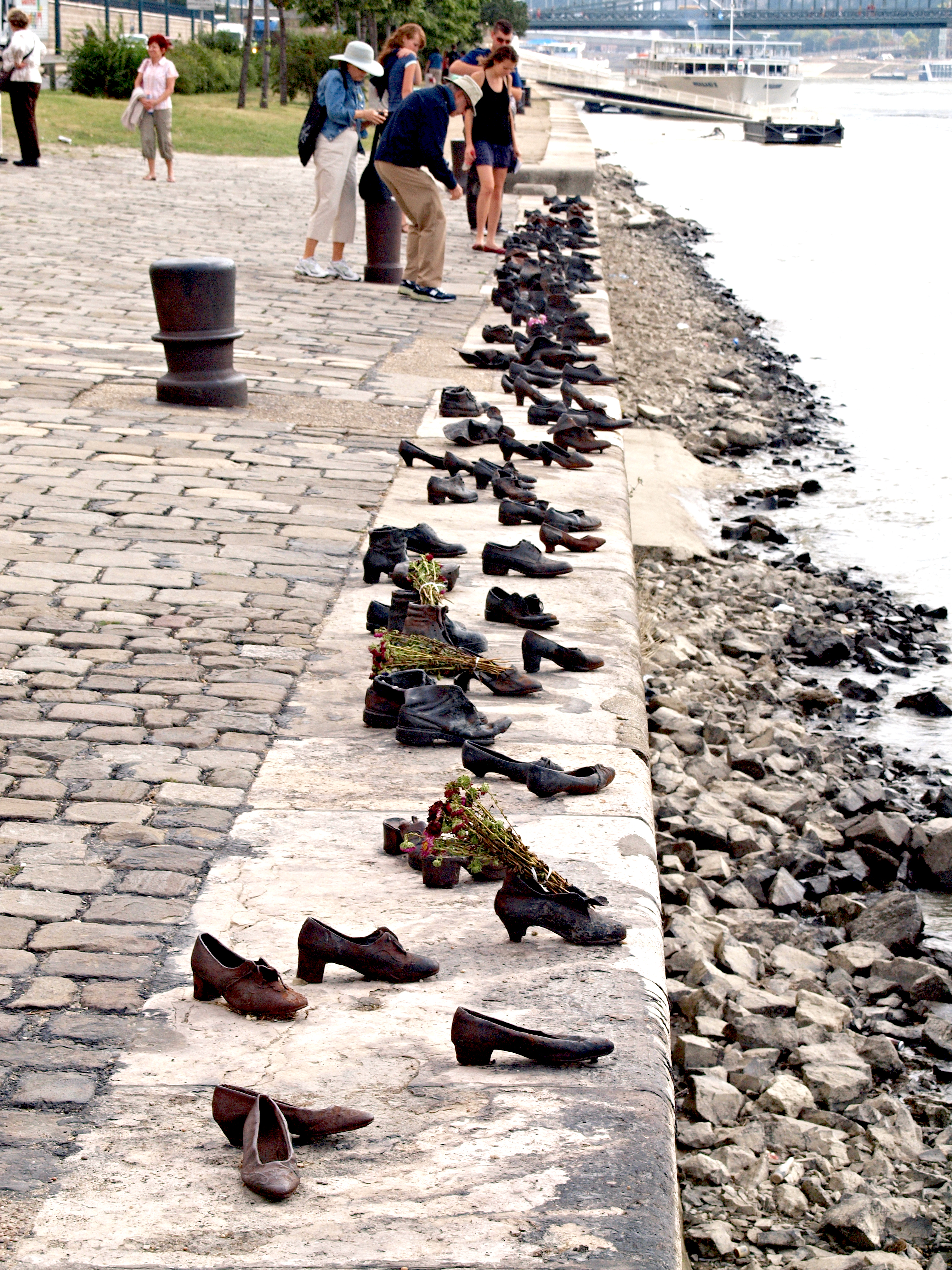
Cipők a Duna-parton (2005)

- Szépségakció (héjplasztikák sorozata, 1985-90)
- Péry Puci[18] alakja és életműve (Érmezei Zoltánnal és Rauschenberger Jánossal, 1986-87)
- Torinói lepel c. szobor (a Vatikánnak ajándékozta a művész, 1990-91)
- Gólyavári Panno (ELTE BTK Gólyavár)

## Köztéri műveiből

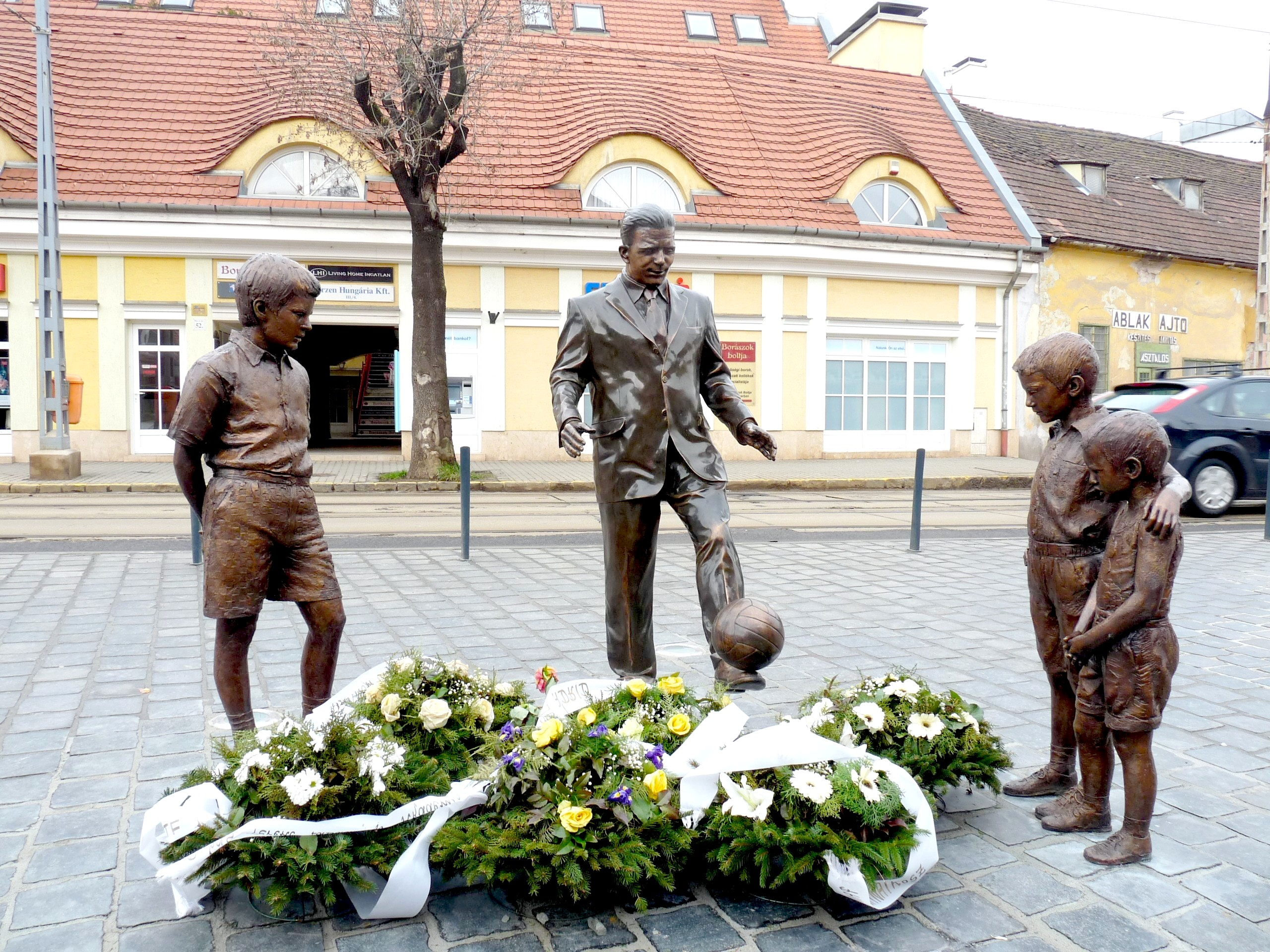
Puskás Ferenc szobra Óbudán

- Szöuli torzó (1988, Szöul, Olimpiai park)
- A mosonmagyaróvári Agrártudományi Egyetem 1956-os diákáldozatainak emlékműve (bronz, 1990, Mosonmagyaróvár, Pannon Agrártudományi Egyetem udvara)
- A második világháborúban hősi halált halt honvédek emlékműve (bronz, 1991, Mosonmagyaróvár, Pannon Agrártudományi Egyetem udvara)
- A Magyarországról elhurcolt zsidó és antifasiszta áldozatok emlékére 1944-1945 (bronz, 1992, Ebensee, [A])
- 1848-1849-es szabadságharcos emlékmű (gránit, bronz, 1998, Pestlőrinc, Budapest)
- Könyves oszlop: Cserépfalvi Imre emlékműve (bronz, zöld gránit, 2000, Cserépfalu, Cserépfalvi Emlékmúzeum kertje)
- Sakkolimpiai emlékmű, (fehér gránit, 2000, Paks)
- Cipők a Duna-parton: emlékhely Budapesten a Széchenyi rakparton (társszerző: Can Togay; 2005)

## Társasági tagság
- Szürenon művészcsoport tagja (1969)
- Szinyei Merse Pál Társaság tagja, elnöke (1992-től tag, 1994-2000 között elnök)
- Magyar Szobrász Társaság alapító tagja és alelnöke (1994)
- Széchenyi Irodalmi és Művészeti Akadémia rendes tagja (1996)
- Belvárosi Művészek Társaságának tagja

## Díjak, elismerések (válogatás)
- Színikritikusok Díja – A legjobb díszlet (1980)
- Munkácsy Mihály-díj (1993)
- Koszorús Szobrász-díj (1999)
- Kossuth-díj (2005)
- Budapestért díj (2005)[20]